# Pteridomyia bilobata
Pteridomyia bilobata är en tvåvingeart som beskrevs av Jaschhof 2003. Pteridomyia bilobata ingår i släktet Pteridomyia och familjen gallmyggor. Inga underarter finns listade i Catalogue of Life.